# Салатара
Салатара - Посуда за салату је посуда за послуживање у облику чиније која се користи за послуживање салата. 

## Материјали
Посуде за салату могу се израђивати од било ког уобичајеног материјала за посуђе, укључујући керамику, метал, пластику, стакло или дрво. 
У Сједињеним Државама, од 40-их до 1960-их, дрвене чиније за салате препоручивале су многе куварске књиге. Ту моду покренуо је Џорџ Ректор, који је 1936. написао колумну под називом "Salad Daze". Ту је препоручио употребу неочишћене дрвене посуде за салату, која је наводно француска традиција. Препоручио је да у њу утрљате бели лук ради наговештавања укуса белог лука, редовно је мажете уљем и никада не перете:
До тог Божића дрвене зделе за салату постале су модеран предмет за поклоне  а до 1949, културни критичар Расел Лајнс рекао је да паметна особа „не би ни сањала да опере своју чинију за салату“. 
Трљање белог лука у посуду са салатом има дугу историју. У Сједињеним Државама, ово претходи Ректору: амерички кувар за салате из 1926. препоручује то у многим рецептима.

## Облик
Посуде за салату могу бити било ког облика и величине, од врло равних до веома високих. 

## Исти назив (салатара) различитих појмова
1. Чувена „салатара”, једно од најцењенијих знамења за тимско достигнуће у спорту, Дејвис куп
2. Салатара - расхладни пулт за прилоге 
3. Салатара - фабрика за производњу оброка салате и опране салате спремне за конзумирање 
4. Салатара - село у Индији 